# Cleptometopus sumatranus
Cleptometopus sumatranus es una especie de escarabajo del género Cleptometopus, familia Cerambycidae.

## Historia
Fue descrita científicamente por primera vez en el año 1942 por Breuning.